# Earl Jellicoe

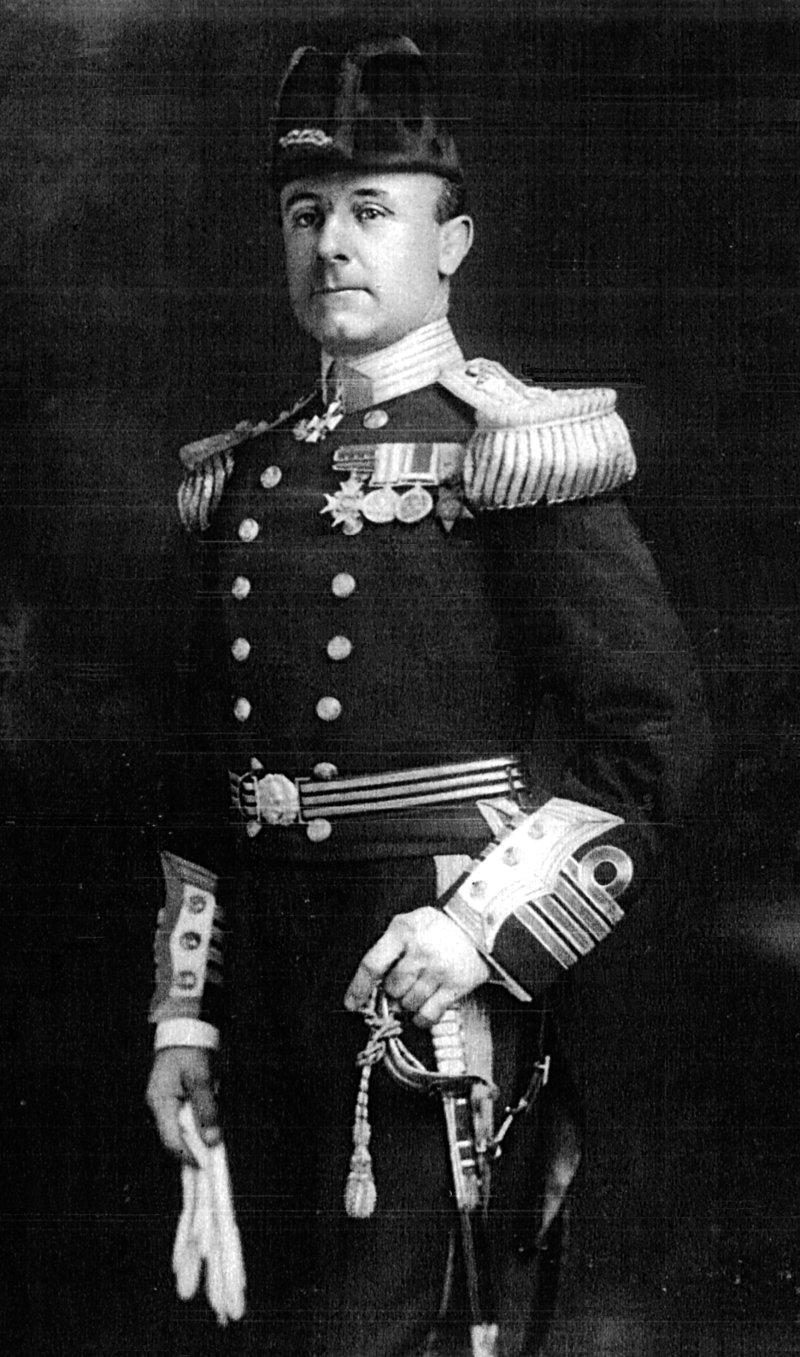
John Jellicoe, 1. Earl Jellicoe

Wappen der Earls Jellicoe

Earl Jellicoe ist ein erblicher britischer Adelstitel in der Peerage of the United Kingdom. 
Familiensitz der Earls war Tidcombe Manor bei Pewsey in Wiltshire.

## Verleihung und nachgeordnete Titel
Der Titel wurde am 29. Juni 1925 für den berühmten Kommandeur der Grand Fleet in der Skagerrakschlacht und Generalgouverneur von Neuseeland Admiral of the Fleet John Rushworth Jellicoe, 1. Viscount Jellicoe geschaffen. Zusammen mit der Earlswürde wurde ihm der nachgeordnete Titel Viscount Brocas, of Southampton in the County of Southampton, verliehen; dieser Titel wird auch vom jeweiligen Titelerben als Höflichkeitstitel geführt.
Bereits am 15. Januar 1918 war er zum Viscount Jellicoe, of Scapa in the County of Orkney, erhoben worden. Während die 1925 verliehenen Titel nur auf männliche Abkömmlinge übergehen können, wurde der Titel Viscount Jellicoe 1918 mit dem besonderen Vermerk verliehen, dass er auch an Töchter des ersten Earls und deren männliche Abkömmlinge übergehen könne, wenn keine männlichen Erben vorhanden sind.

## Weiterer Titel
Der zweite Earl bekleidete mehrere Ämter im House of Lords. Deshalb wurde ihm anlässlich des Inkrafttretens des House of Lords Act 1999 am 17. November 1999 eine Life Peerage als Baron Jellicoe of Southampton, of Southampton in the County of Hampshire, verliehen. Er blieb dadurch Mitglied des House of Lords.

## Liste der Earls Jellicoe (1925)
- John Jellicoe, 1. Earl Jellicoe (1859–1935)
- George Jellicoe, 2. Earl Jellicoe (1918–2007)
- Patrick Jellicoe, 3. Earl Jellicoe (* 1950)

Titelerbe (Heir Apparent) ist der älteste Sohn des jetzigen Earls, Justin Jellicoe, Viscount Brocas (* 1970).